# Diamena stenantha
Diamena stenantha (Ravenna) Ravenna – gatunek rzadkiej rośliny z monotypowego rodzaju Diamena Ravenna z rodziny szparagowatych. Występuje endemicznie w okolicach miasta Trujillo w Regionie La Libertad w Peru. Gatunek krytycznie zagrożony wyginięciem, prawdopodobnie wymarły w naturze.

## Morfologia
Wieloletnie rośliny zielne wyrastające z podziemnego, pionowego kłącza z bulwiastymi korzeniami. Liście siedzące, zagięte do góry z powierzchniami zbliżonymi do równoległych, równowąsko-lancetowate. Kwiaty zebrane w luźne, proste lub rozgałęzione grono. Szypułka pomiędzy kwiatem a stawowatym zgrubieniem zgrubiała (pericladium). Okwiat wąsko dzwonkowaty, biały. Listki okwiatu wolne, nakładające się w wąską rurkę, łatki gęsto brodawkowate. Pręciki o nitkach wolnych, osadzonych w obrzeżonym dołku. Pylniki obrotne. Zalążnia mała, jajowata, z licznymi zalążkami w każdej komorze. Torebki kanciasto jajowate do trógraniastych. Nasiona kanciaste.

## Systematyka
Gatunek z monotypowego rodzaju Diamena w plemieniu Anthericeae, w obrębie podrodziny agawowych Agavoideae z rodziny szparagowatych Asparagaceae.